# 버진 테리토리
《버진 테리토리》(영어: Virgin Territory)는 2007년 공개된 코미디 영화이다.

## 출연

### 주연
- 헤이든 크리스텐슨
- 미샤 바튼

### 조연
- 크리스토퍼 이건
- 팀 로스
- 실비아 콜로카

## 기타
- Line PD: 루치오 트렌티니
- 공동제작: 크리스 커링
- 공동제작: 필 로벗슨
- 미술: 짐 클레이
- 배역: 루시 베반